# Валентин Цанков
Валентин Цанков Цанков е български офицер, бригаден генерал.

## Биография
Роден е на 25 август 1956 г. в Пловдив. Завършва с отличие Висшето военно училище във Велико Търново. Учи във Военната академия „Г.С. Раковски“ (1988 – 1990 г.) в София, която завършва със златен медал. След това завършва Генералщабна академия в Гърция (1997 – 1998 г.). Преминава допълнителни курсове в училището на НАТО в Оберамергау в Германия, в Колежа на НАТО в Рим, Европейския център за отбранителни изследвания „Дж. Маршал“ в Гармиш-Партенкирхен, Курс за висши ръководни кадри по управление на отбранителните ресурси, Монтерей, Калифорния, САЩ и други. От 1982 г. е назначен като оперативен офицер в Разузнавателно управление на Генералния щаб като разузнавач VI степен. Преминал е оперативен курс за работа в Служба „Военна информация“ в Москва (1982 – 1983). От 1983 г. е помощник-началник на отдел в Разузнавателното управление на Генералния щаб.
Бил е началник на самостоятелен отдел „НАТО“ в Щаба на Сухопътните войски, Завеждащ службата по отбраната в Постоянната дипломатическа мисия на Република България в Главната квартира на НАТО, Брюксел, Белгия. На 8 август 2002 г. е назначен за директор на Дирекция „Отбранителна политика и планиране“ и удостоен с висше военно звание бригаден генерал. На 7 октомври 2003 г. е освободен от длъжността директор на дирекция „Отбранителна политика и планиране“ и назначен за директор на дирекция „Отбранително планиране и програмиране“. На 1 март 2004 г. е освободен от длъжността директор на дирекция „Отбранително планиране и програмиране“. Бил е аташе по отбраната в Лондон (2004 – 2007 г.) във Вашингтон (2010 – 2011 г.) и съветник на министъра на отбраната.
По време на кариерата си е бил член на българската правителствена делегация в преговорния процес за присъединяване към НАТО; заместник-ръководител, той и военен ръководител на българския екип за преговори с НАТО по пакета на Целите на въоръжените сили – 2003 г., (преди приемането на България в НАТО); секретар на Програмния съвет в МО; член на Съвета по отбрана; секретар на Съвета за провеждане на Стратегическия преглед на отбраната, член на ръководството за разработване на Визия за развитие на въоръжените сили до 2035 г.
Автор на статии и публикации, участник в телевизионни предавания, отнасящи се до националната сигурност на страната, военно-политическата обстановка и актуални въпроси на сигурността.
През март 2022 г. е арестуван по обвинения в шпионаж в полза на Русия.
Заместник-председател на Асоциацията на сухопътни войски.
Полиглот. Владее английски, френски, руски и гръцки език.